# Amphibulus duodentatus
Amphibulus duodentatus là một loài tò vò trong họ Ichneumonidae.